# Mario Bonnard
Mario Bonnard (1 de juny de 1889 – 22 de març de 1965) va ser un director, guionista, actor i productor cinematogràfic de nacionalitat italiana.

## Biografia
Nascut en Roma, Itàlia, Mario Bonnard va debutar al cinema com a actor en 1909, deixant d'actuar a partir de 1924, per la qual cosa la seva carrera interpretativa va tenir lloc durant l'època del cinema mut. En aquests anys va crear un personatge recurrent, una espècie de dandi a la italiana que inspiraria a Ettore Petrolini el personatge del latin lover Gastone.
En 1916 va dirigir el seu primer film, continuant amb aquesta activitat fins a 1961. En 1919 va dirigir a Ettore Petrolini en la seva primera interpretació cinematogràfica en la pel·lícula Mentre il pubblico ride, basada en una obra de teatre del mateix Petrolini i del futurista Francisco Cangiullo.
Abans de l'arribada del cinema sonor va treballar en Alemanya, dirigint diverses pel·lícules interpretades per Luis Trenker. De nou a Itàlia en 1932, va fer diverses pel·lícules amb les estrelles més importants de l'època: Assia Noris, Elsa Merlini, Amedeo Nazzari, Luisa Ferida i Henry Viarisio, destacant d'entre elles Il feroce Saladino (1937). En els anys de la Segona Guerra Mundial Bonnard va dirigir dues obres no desproveïdes d'una gràcia fresca: Avanti c'è posto... (1942), interpretada per Aldo Fabrizi i Cesare Zavattini, i Campo de' fiori (1943), amb Fabrizi i Anna Magnani.
En els anys postbèl·lics va tenir una extensa producció, i va demostrar ser un gran professional atent als gustos del públic, dirigint obres que anaven des de la comèdia al drama d'època, passant per la temàtica sentimental.
Insuperable director de masses (Fra Diavolo) i de trames històriques (Il ponte dei sospiri), amb Città dolente (1948), una pel·lícula pràcticament ignorada pel públic, va documentar el èxode istriano-dàlmata, mentre que amb Els últims dies de Pompeia (1959), film interromput per una malaltia i després completat per Sergio Leone, provava que amb una sàvia direcció i recursos limitats es podia competir amb produccions a gran escala dels Estats Units.
Al llarg de la seva carrera, a més de produccions italianes, la major part, va dirigir també cintes alemanyes i franceses, igual que diverses coproduccions. En algunes de les pel·lícules dirigides per ell també va ser actor i guionista, i va exercir com a productor en tres ocasions.
Mario Bonnard va morir a causa d'un infart agut de miocardi en 1965 a Roma.

## Filmografia

### Director
- Treno di lusso (1917)
- L'altro io (1917)
- Mentre il pubblico ride (1919)
- Papà Lebonnard (1920)
- Il fauno di marmo (1920)
- Il milione (1920)
- Il rosso e il nero (1920)
- L'amica (1920)
- I promessi sposi (1922)
- La maschera che ride (1924)
- Die Sünderin (1928)
- Der Sohn der weißen Berge – codirigit amb Luis Trenker (1929)
- Der Ruf des Nordens dirigida per Nunzio Malasomma - Mario Bonnard supervisor (1929)
- Fra Diavolo (1931)
- Cinque a zero (1932)
- Il trattato scomparso (1933)
- La marcia nuziale (1934)
- Milizia territoriale (1935)
- L'albero di Adamo (1936)
- Il feroce Saladino (1937)
- Il conte di Bréchard (1938)
- Jeanne Doré (1938)
- Trenta secondi d'amore (1938)
- Frenesia (1939)
- Papà per una notte (1939)
- Io, suo padre (1939)
- La fanciulla di Portici (1940)
- La gerla di papà Martin (1940)
- Il ponte dei sospiri (1940)
- Il re si diverte (1941)
- L'uomo del romanzo (1941)
- Marco Visconti (1941)
- Avanti c'è posto... (1942)
- Rossini (1942)
- Campo de' fiori (1943)
- Che distinta famiglia! (1943)
- Il ratto delle Sabine (1945)
- Addio, mia bella Napoli! (1945)
- La città dolente (1948)
- Margherita da Cortona (1950)
- Il voto (1950)
- Stasera sciopero (1951)
- L'ultima sentenza (1951)
- Tormento del passato (1952)
- I figli non si vendono (1952)
- Frine, cortigiana d'Oriente (1953)
- Tradita (1954)
- La ladra (1955)
- Mi permette, babbo! (1956)
- Afrodite, dea dell'amore (1958)
- Gastone (1959)
- Els últims dies de Pompeia codirigit amb Sergio Leone (1959)
- I masnadieri (1961)

### Actor
- Otello, dirigit per Gerolamo Lo Savio (1909)
- Parsifal, dirigit per Mario Caserini (1912)
- Santarellina, dirigit per Mario Caserini (1912)
- Satana, dirigit per Luigi Maggi (1912)
- Florette e Patapon, dirigit per Mario Caserini (1913)
- Ma l'amor mio non muore, dirigit per Mario Caserini (1913)
- Nerone e Agrippina, dirigit per Mario Caserini (1914)
- Titanic, dirigit per Pier Angelo Mazzolotti (1915)
- La pantomima della morte, dirigit per Mario Caserini (1915)
- Don Giovanni, dirigit per Edoardo Bencivenga (1916)
- Passano gli Unni, dirigit per Mario Caserini (1916)
- Ferréol, dirigit per Edoardo Bencivenga (1916)
- La figlia di Jorio, dirigit per Edoardo Bencivenga (1917)
- La maschera che ride, dirigit per Mario Bonnard (1924)